# Bernhard Luginbühl

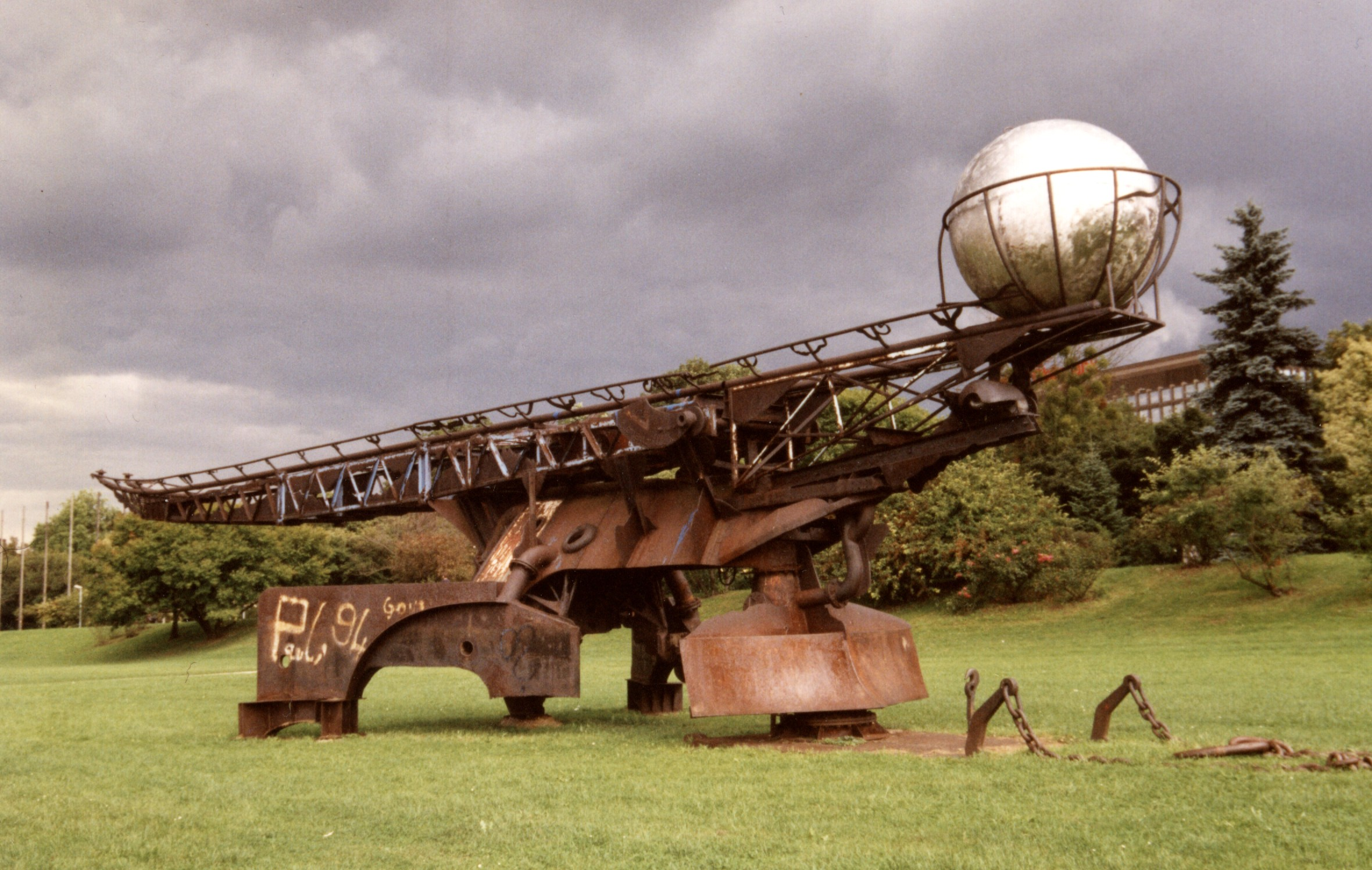
Escultura en el Parque del Danubio, Linz.

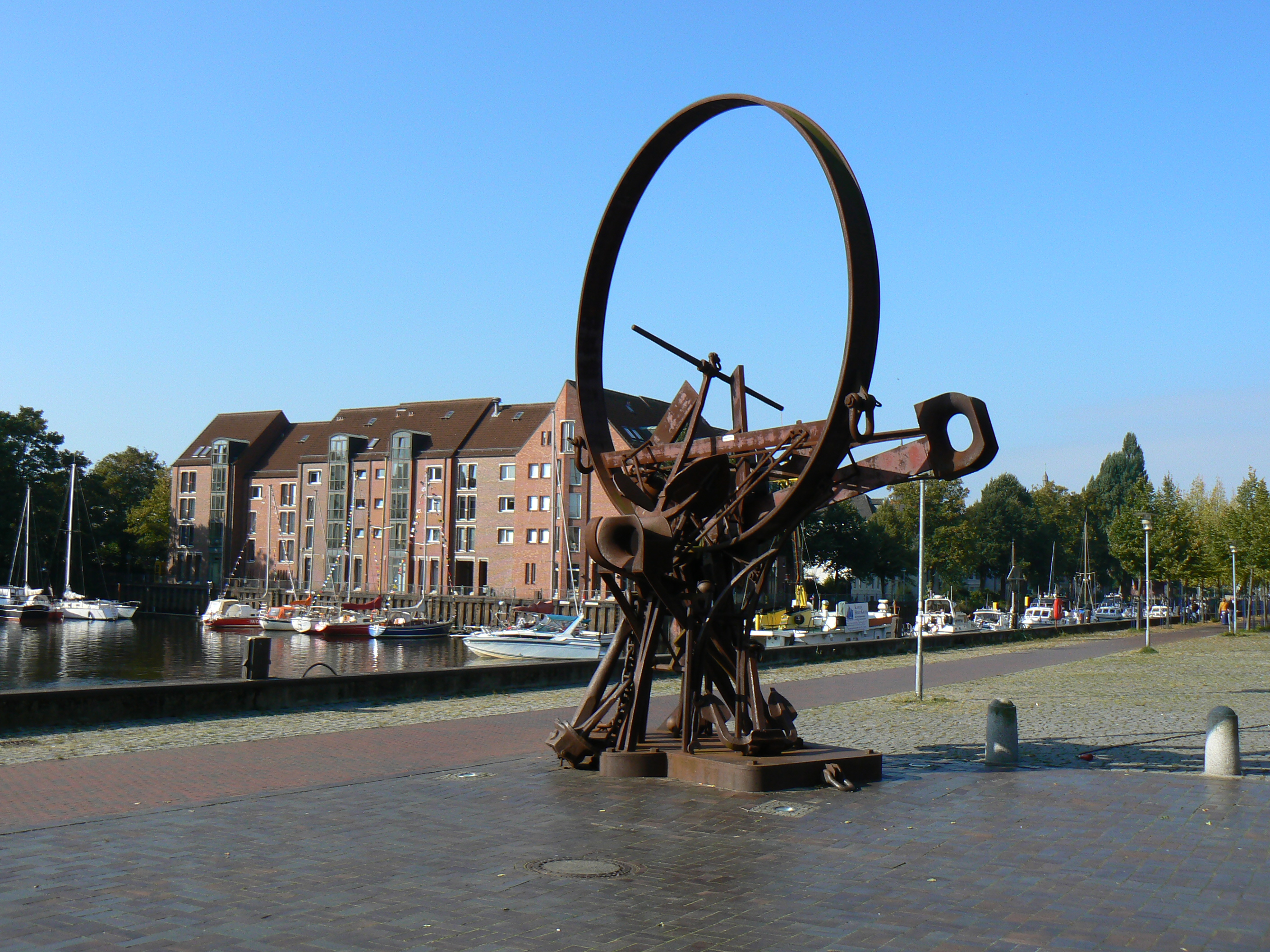
Escultura Oldenburgerring en Oldenburg.

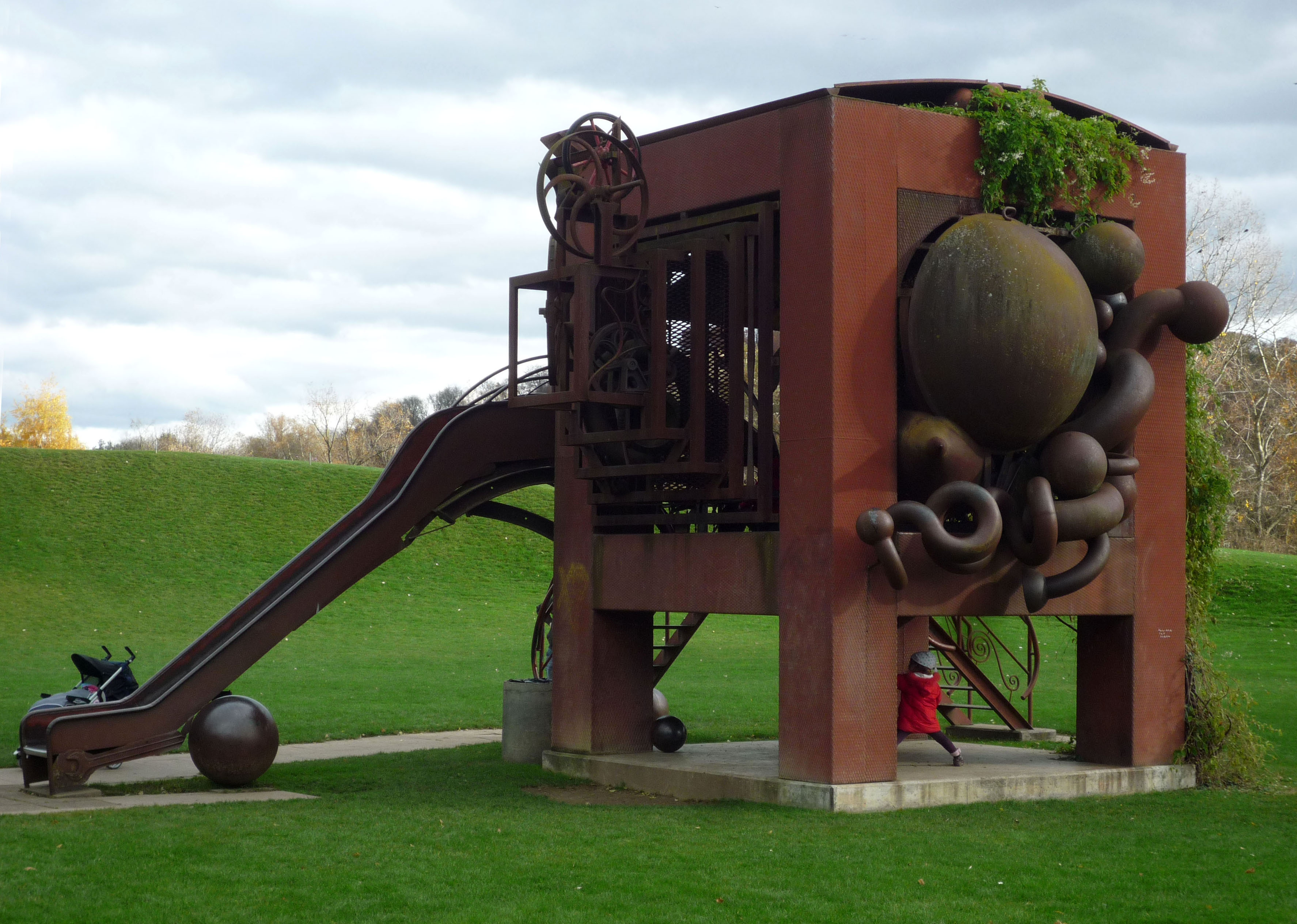
Escultura Amboss en Muttenz.

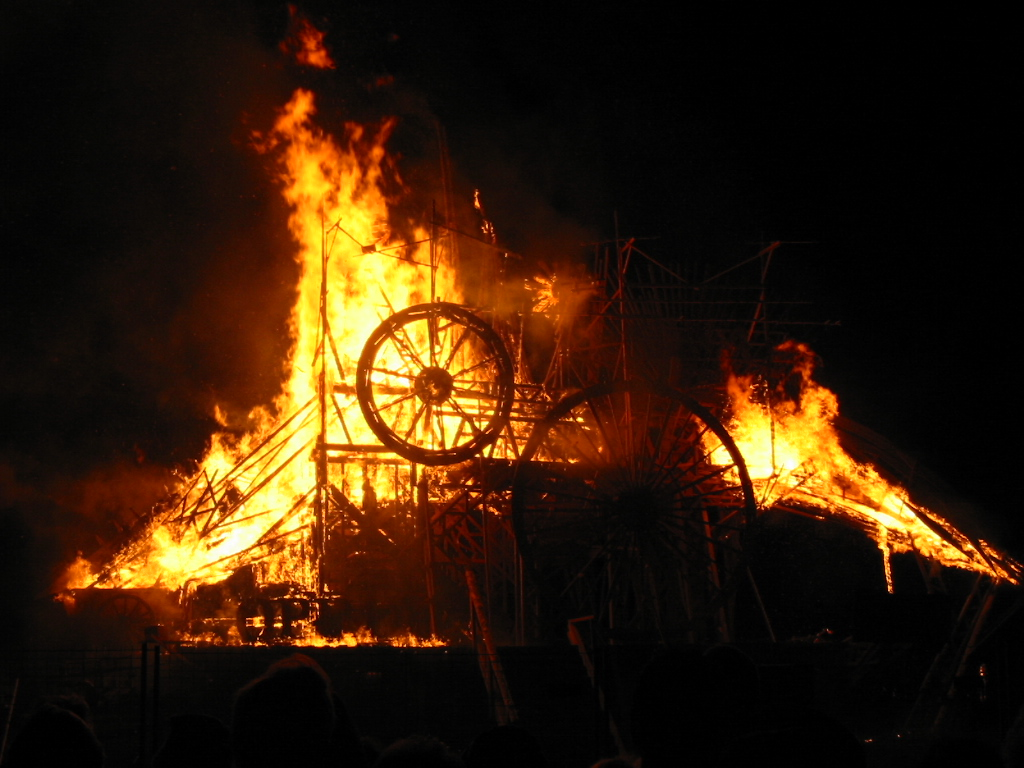
Escultura ardiendo, Signal (2002), Mont Vully.

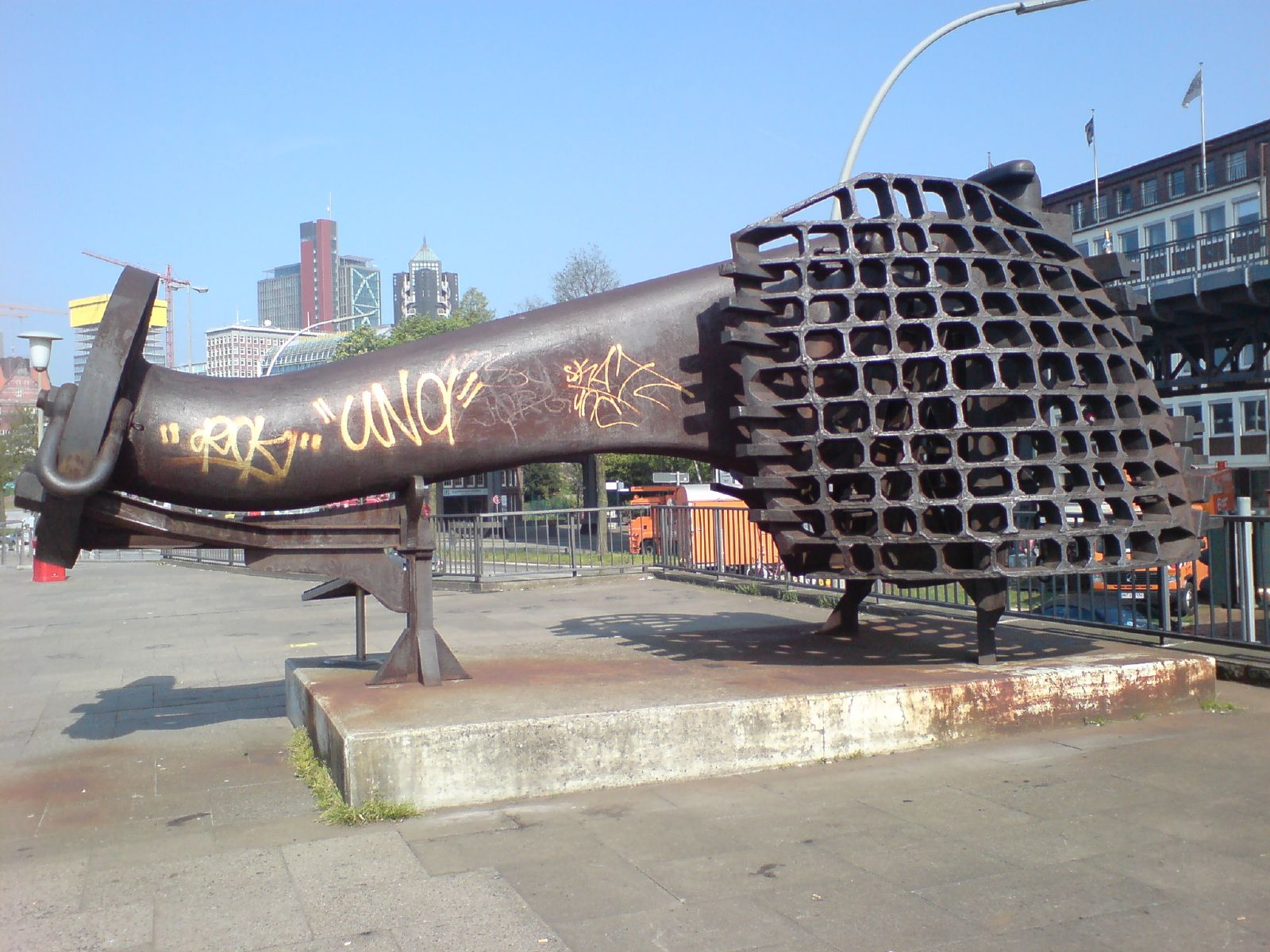
Hafentorfigur (1981/2) en Hamburgo.

Bernhard Luginbühl (Berna, Suiza, 16 de febrero de 1929 - Langnau im Emmental, 19 de febrero de 2011) fue uno de los más conocidos escultores de Suiza de la segunda mitad del siglo XX.

## Vida y obra
Bernhard Luginbuehl nació  el 16 de febrero de 1929 en Berna, donde creció. Después de acabar sus estudios, trabajó como artista independiente, en parte junto con su esposa Ursi, sus tres hijos, Brutus, Basil e Jwan y su hija Eva. En 1950 y 1956 se le concedió una beca federal de arte. Desde 1965  vivió en Mötschwil en una granja que se ha convertido en el parque de esculturas de la Luginbühlstiftung.
Luginbül comenzó a realizar esculturas en hierro a partir de 1953. Se dio a conocer a finales de 1950 como escultor, particularmente por obras que aprovechaban material que se encuentra en depósitos de chatarra o plantas industriales en desuso. Su encuentro con Jean Tinguely en 1957 fue decisivo y mantuvieron una larga y profunda amistad. Al igual que él, Luginbuhl es el autor de esculturas mecánicas a veces muy imponentes y dotadas de humor. Con la obra Tell (1966), representó a Suiza en la Exposición Universal de Montreal de 1967. Participó en la Documenta III de Kassel en 1964 y también en la Documenta 6 en 1977 como artista.
En 1968 presentó en la Kunsthalle de Berna Grosse Zyklopen.  Más gigantes móviles de hierro son Atlas (1970), Skarabäus  (1978), Frosch (1986/1987) y Zwilling (2003). Atrajo gran atención en 1989 con una exposición de sus esculturas de hierro en el pabellón deportivo del Centro Cultural (Berna).
Bernhard Luginbühl murió poco después de cumplir 82 años el 19 de febrero de 2011.
En el antiguo matadero de Burgdorf hay un Museo Luginbühl.
Sus hijos Albahaca Luginbühl (1960) y Jwan Luginbühl (1963) fueron sus ayudantes y los de Jean Tinguely, antes de continuar sus propias carreras como escultores.

## Esculturas de hierro en espacios públicos
Muchas de sus estructuras se erigen en espacios públicos, tales como Giraffe y Silver Ghost (1966), Zúrich, o la plata pintada Silver Ghost (1966) [2] o Amboss, en Muttenz.
En Hamburgo se encuentran dos de sus obras, Kleiner Zyklop (1967), que recibió su lugar de honor en frente de la Kunsthalle. Las 25 toneladas de hierro de Hafentorfigur (1981/82), que se parece a una libélula y fue hecha a partir del timón gigante de un petrolero, se halla en el sistema de protección contra las inundaciones Johannisbollwerk.
En el Hotel de la Gare en Sugiezse muestran muchas obras de Luginbühl, debido a la larga amistad con el dueño Hans-Ueli Leisi. En diciembre de 2007, se inauguró "Bar des Artistes" en el mismo hotel, en una nueva plataforma para Bernhard Luginbühl. La familia de artistas Luginbühl goza ahora de una exposición permanente y muchas de sus obras se exponen en el Hotel de la Gare.

## Acciones de combustión
En 1976 comenzó la construcción de esculturas gigantes de madera a las que luego prendía fuego como un evento artístico. La primera fue en el Allmend en Berna. Fue aumentando el tamaño de las estructuras de madera y acompañando la acción con música y fuegos artificiales y actos con comida y bebidas. La Berliner Zorn se quemó en 1981 en Berlín-Kreuzberg y la Letzte Zorn (1983) en Burgdorf. En su 70 cumpleaños, se le permitió quemar la figura Feuerrad en la fiesta de la Sechseläuten de Zúrich. En la víspera del Año Nuevo del Milenio quemó en Gurten (Berg) una escultura de 24 m de largo y 10 m de alto en la que 10 personas habían estado trabajando durante un año. El dragón Stansstaderstrasse se quemó el 1 de agosto de 2002 en el lago de Lucerna.

## Director de cine
Luginbühl también trabajó como director de cine, dirigiendo la película de dibujos animados Drama des einsamen Hundes (1967), el documental Kleiner Emmentalfilm (1970) y la película retrato Der Künstler Adolf Wölfli (1977).
Su trabajo ha sido documentado por Fredi M. Murer en la película Bernhard Luginbuhl (1966) y en el vídeo Bernhard Luginbühl II (1989) de Peter Guyer.

## Obras en espacios públicos (selección)
Numerosas obras de Luginbühl se encuentran en espacios públicos de Suiza, Alemania, Francia y Japón, entre ellas:
- Juan (1965), Hafenfigur (1979/80) en Froschkönig de Der Eiserne Heinrich (1980) en Skulpturenpark Sammlung Domnick en Nürtingen
- Grosse Giraffe en Silver Ghost (1966) en Zúrich
- Punch (1966) en el parque de esculturas de Neue Nationalgalerie/Kulturforum Skulpturen en Berlín
- Sam (1967) en Münster (Skulptur.Projekte)
- Kleiner Zyklop (1967) en Hamburgo
- Le Cyclop (1970) en asociación con Jean Tinguely, Niki de Saint Phalle, en Milly-la-Forêt (región de Île-de-France)
- Le Cardinal (1979),[3] Jardines del MAHF en Friburgo
- Hafentorfigur (1981/1982) en Hamburgo
- Saurier (1982/1984), Naturkundemuseum en Stuttgart
- Amboss (1991),[4] Seegarten bei Grün 80 en Muttenz
- Oldenburgring (1992/1993) en Oldenburgo
- Nordhornstengel (1992/1993) en Nordhorn (proyecto Kunstwegen)
- Dickfigur Beteigeuze (1996) en Basilea (Museo Tinguely)
- Juan en el jardín de esculturas del Museo Abteiberg en Mönchengladbach
- Monumento al contadino (1997) en el parque de esculturas Il Giardino di Daniel Spoerri del escultor suizo Daniel Spoerri
- Doolittle (1970/2002), Skulpturenpark Kulturforum Würth (Chur) en Coira
- Bauerndenkmal (1997/2002), Skulpturenpark Kulturforum Würth (Chur) en Coira

## Galería de imágenes

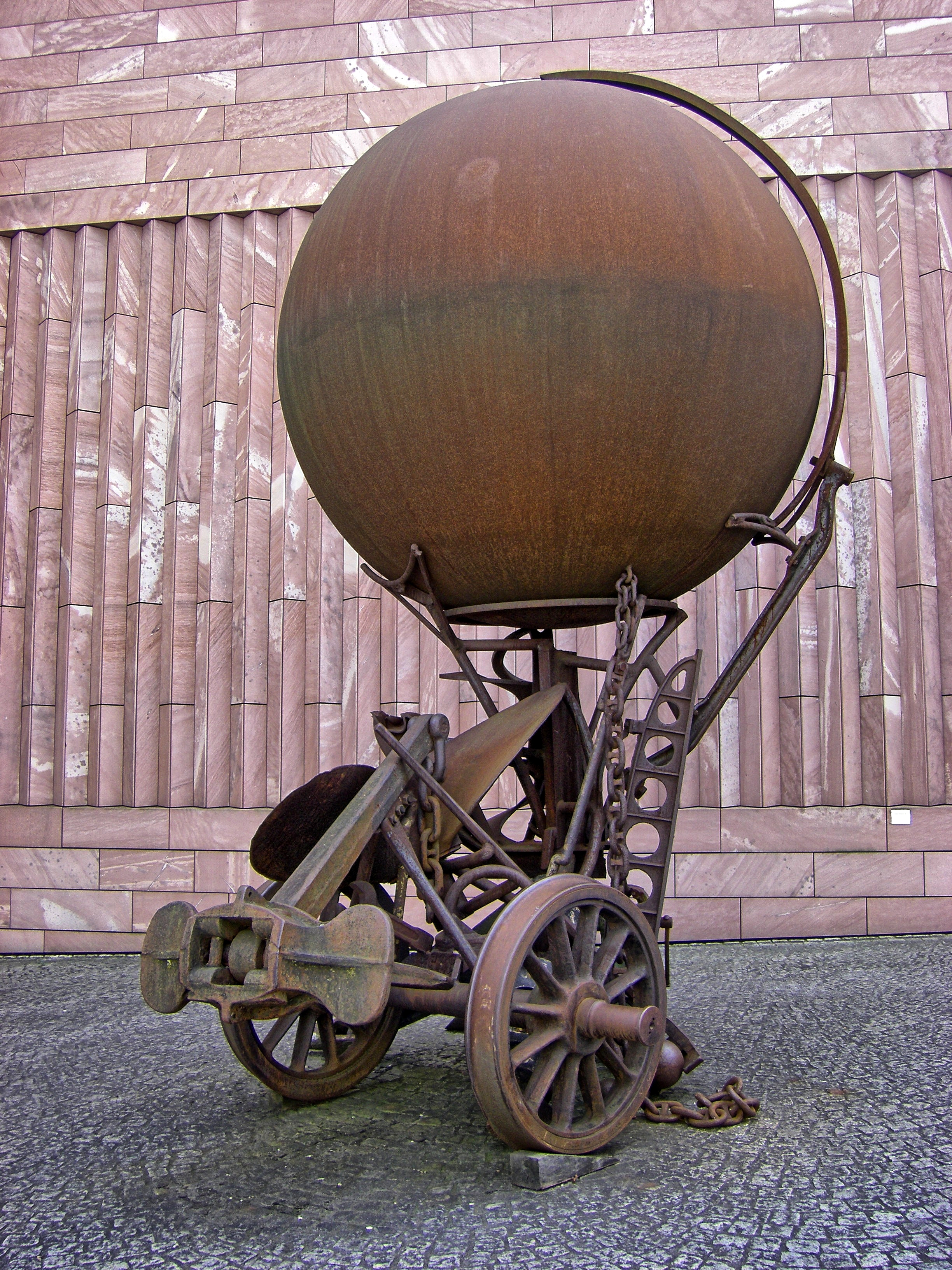
Escultura Dickfigur Beteigeuze (1996) frente al Museo Tinguely de Basilea.
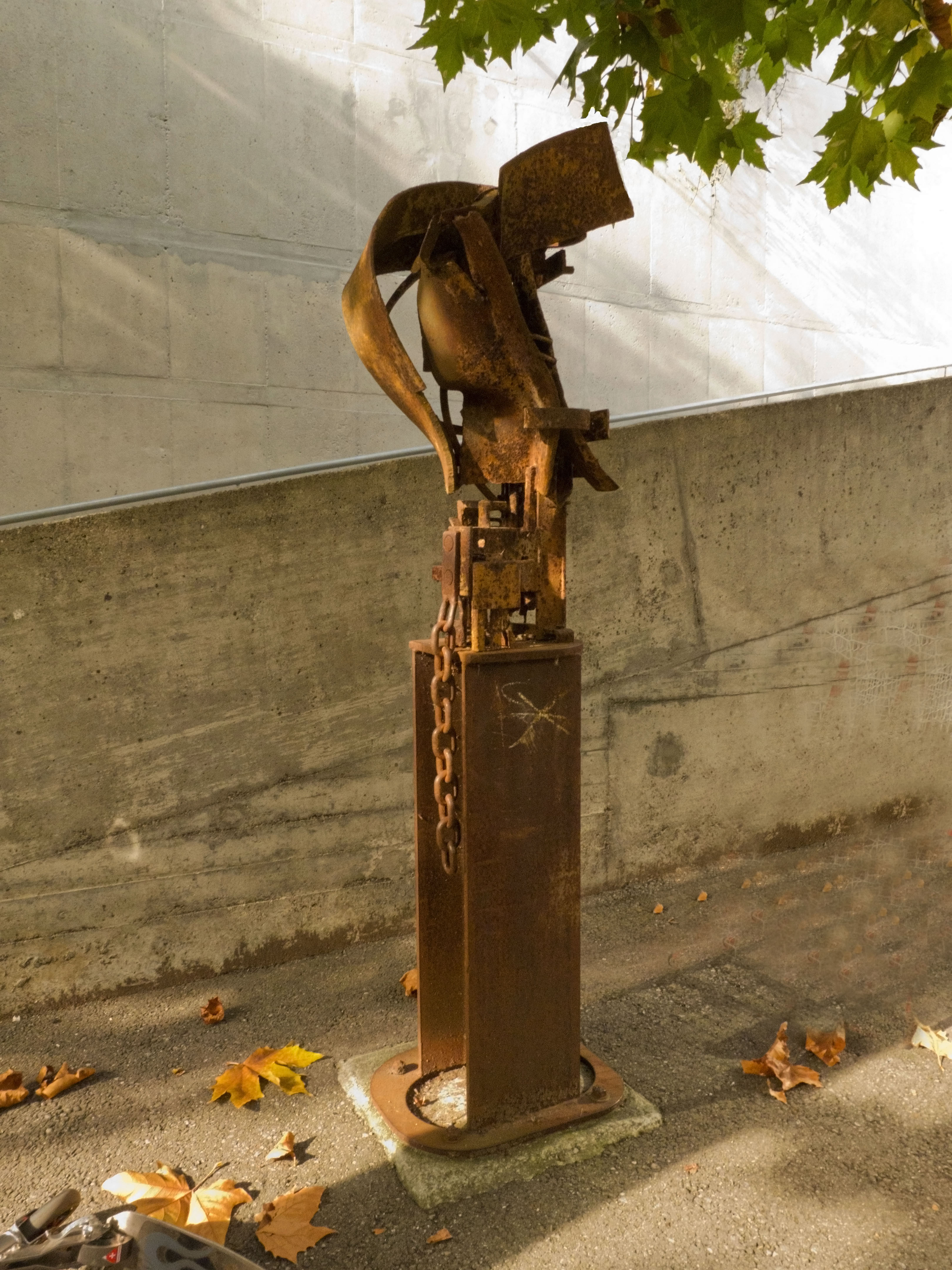
Escultura de hierro Halengeist, en la urbanización Halen de Berna
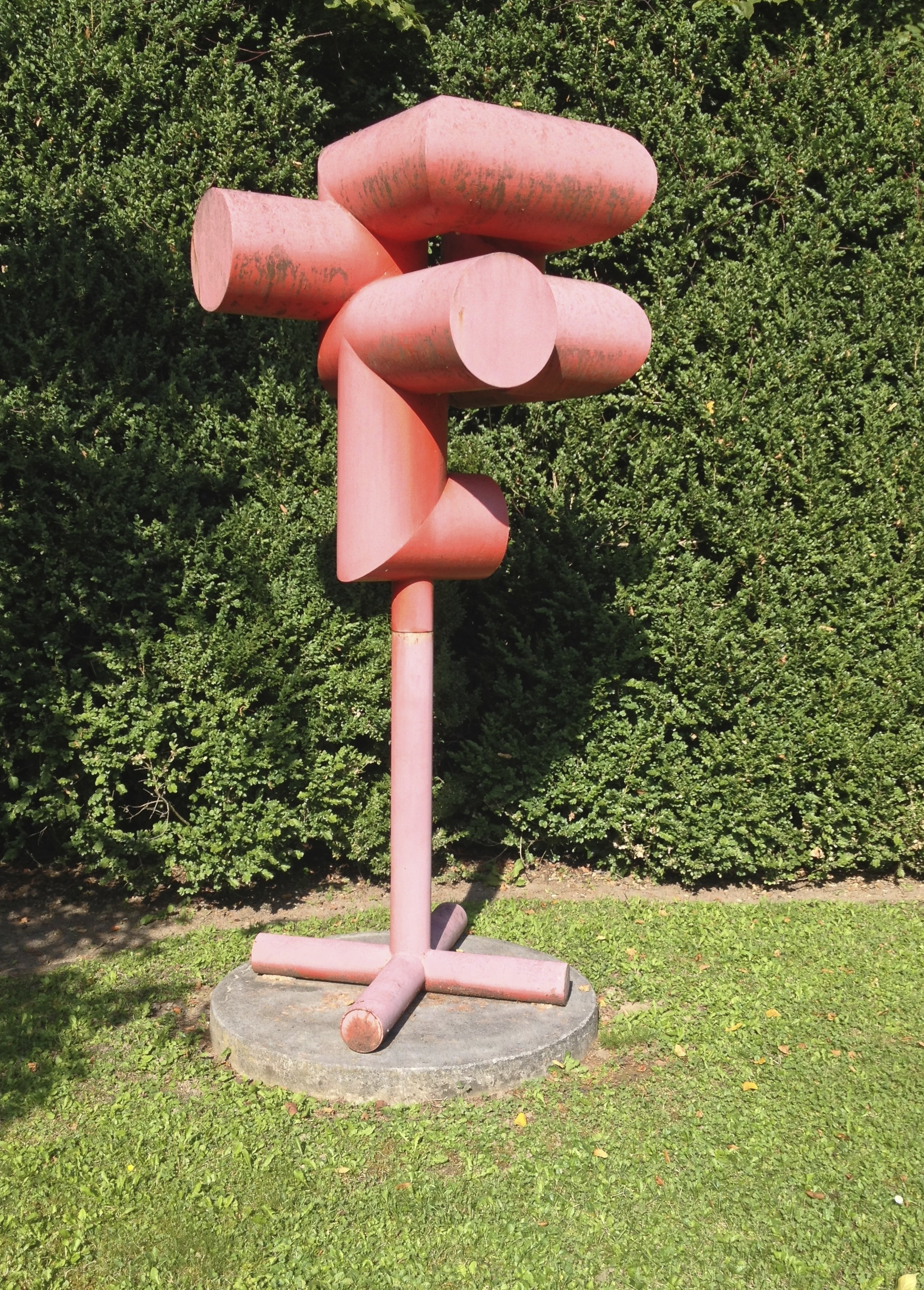
Kopfvolumen (1955/71), Parque de la Villa Meyer-Severini
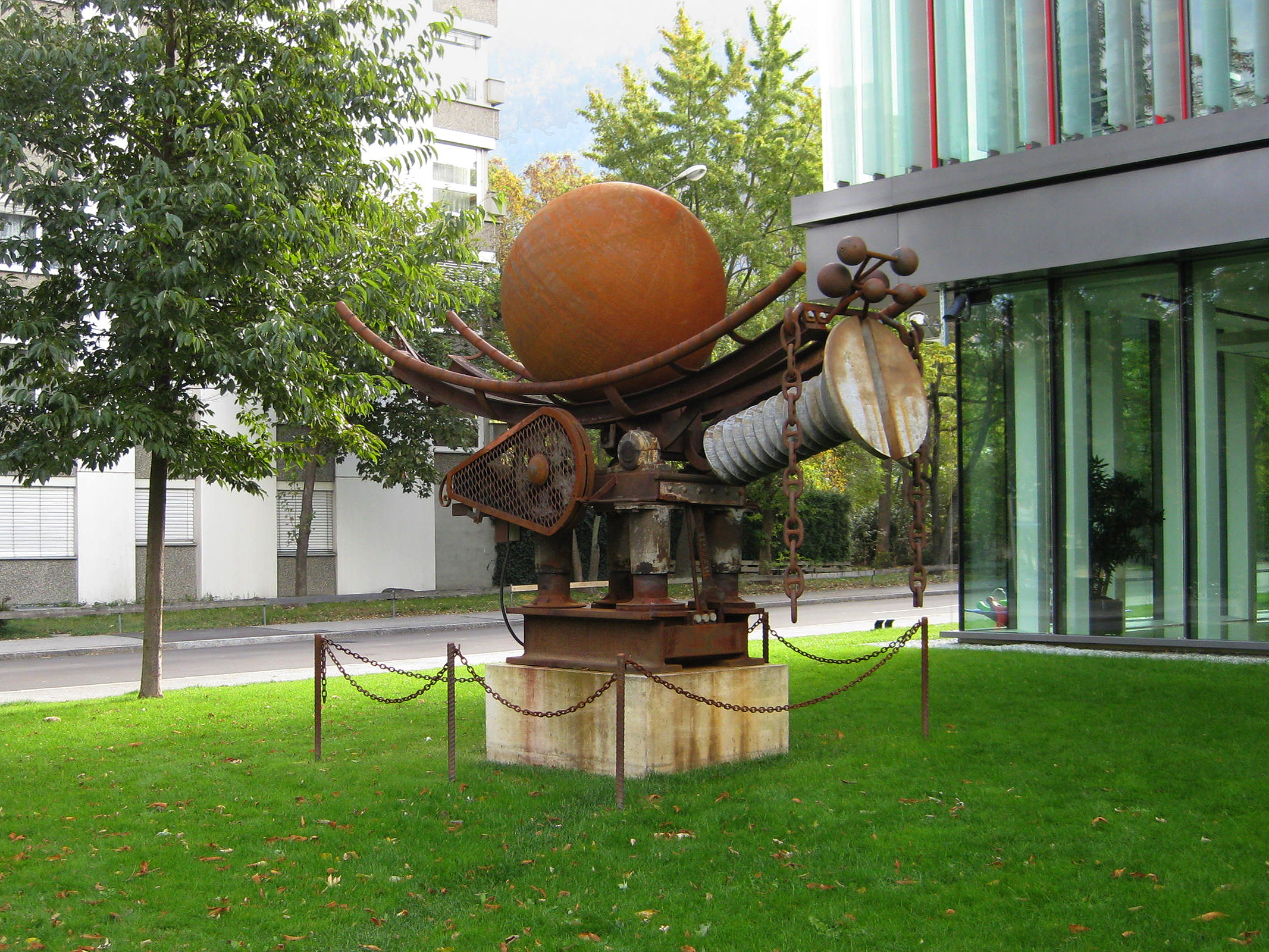
Doolittle (1970–2002), Coira, Cantón de los Grisones (colección Würth)
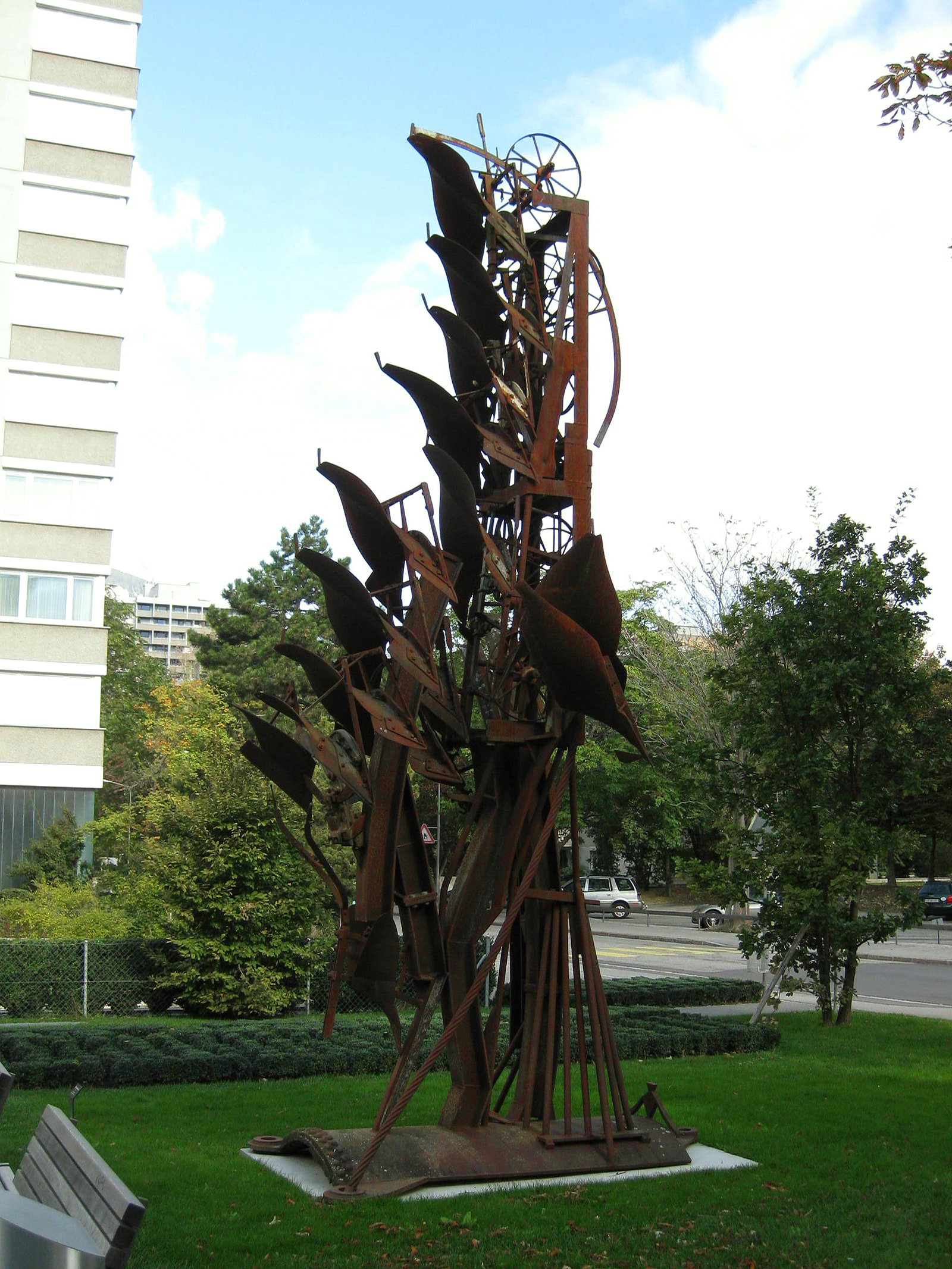
Bauerndenk-mal (1997–2002) (colección Würth)
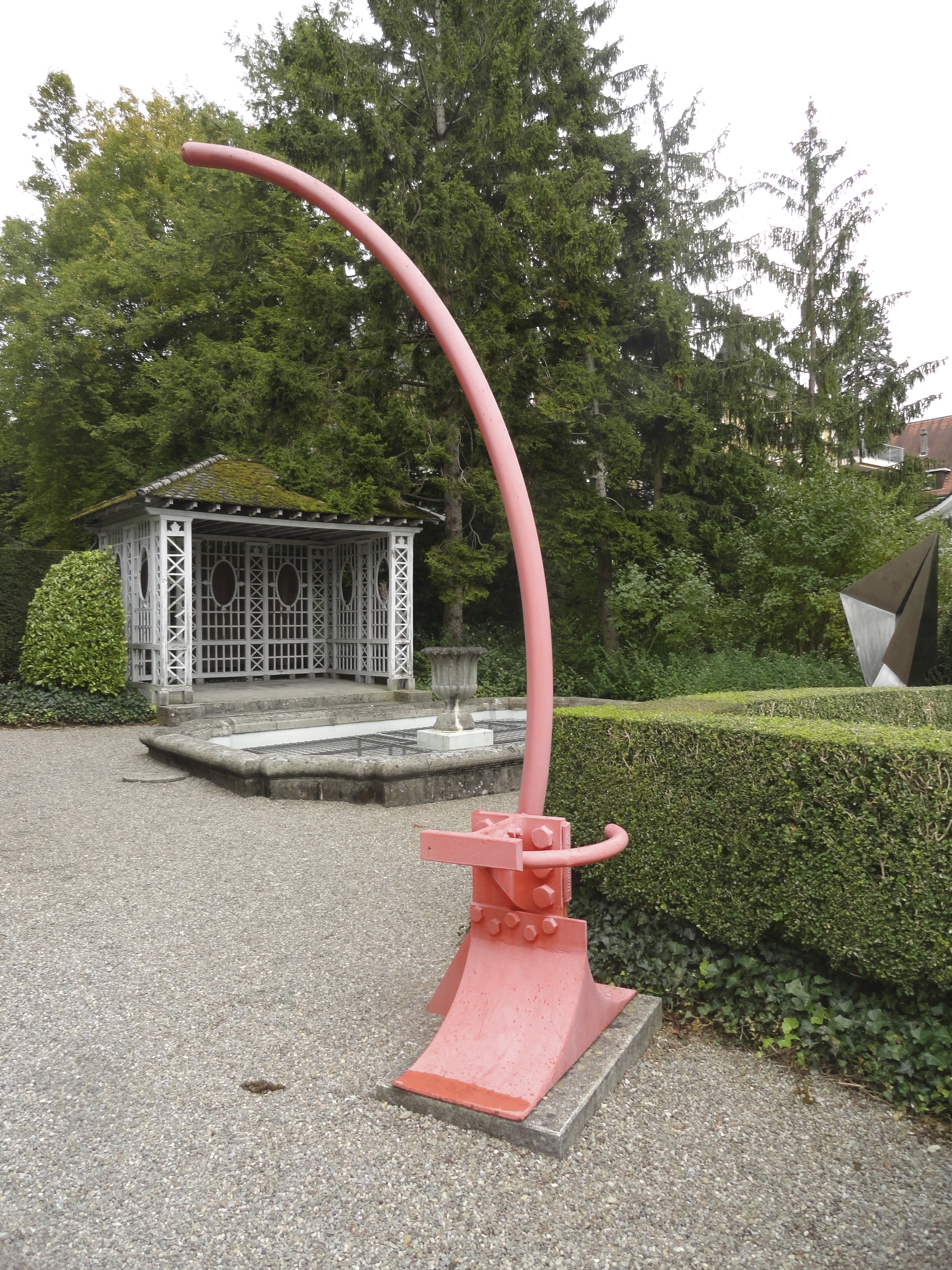
Danielstengel (1969), Parque de la Villa Meyer-Severini, Zollikon
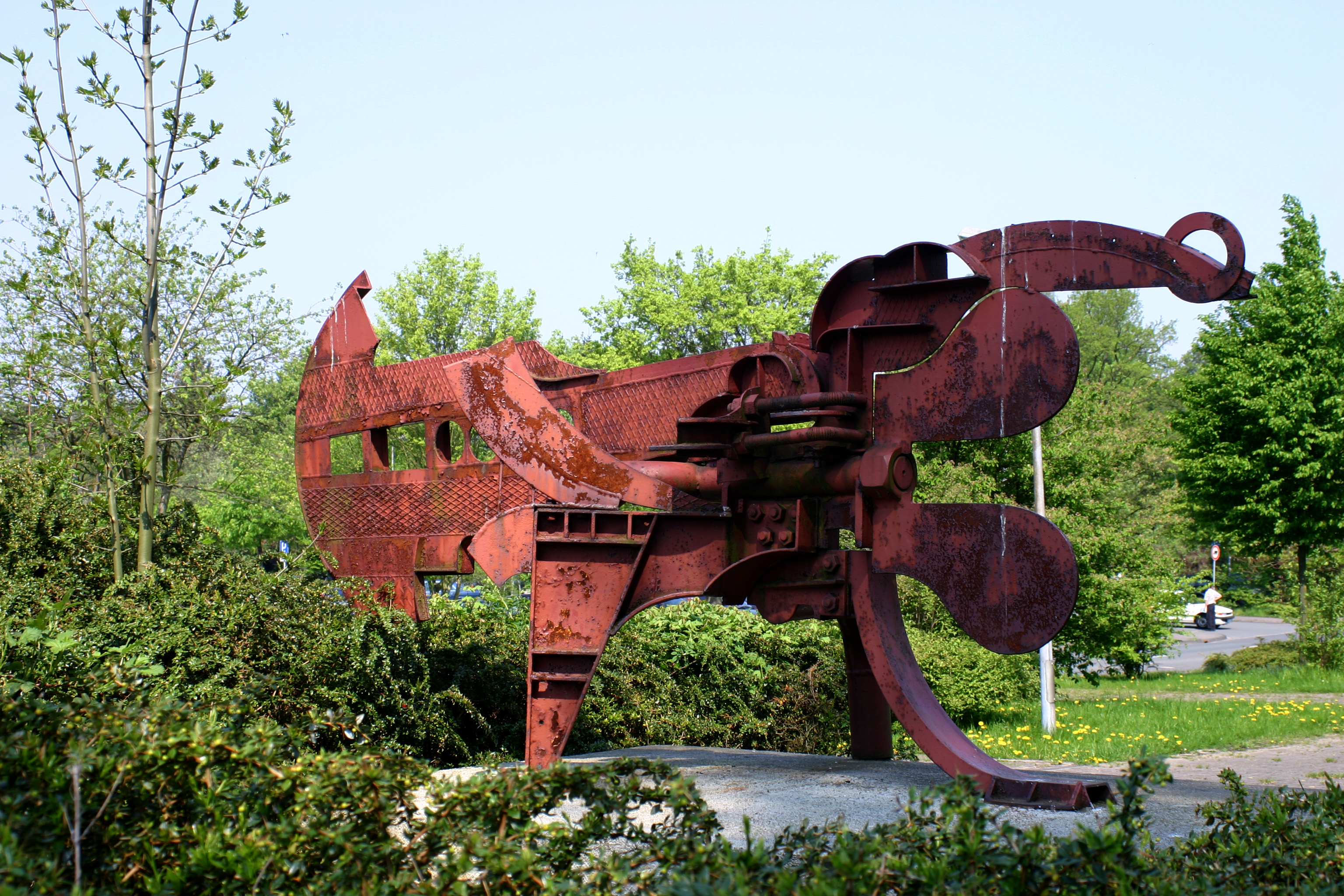
Stadtbad Ost, Mauritz-Lindenweg
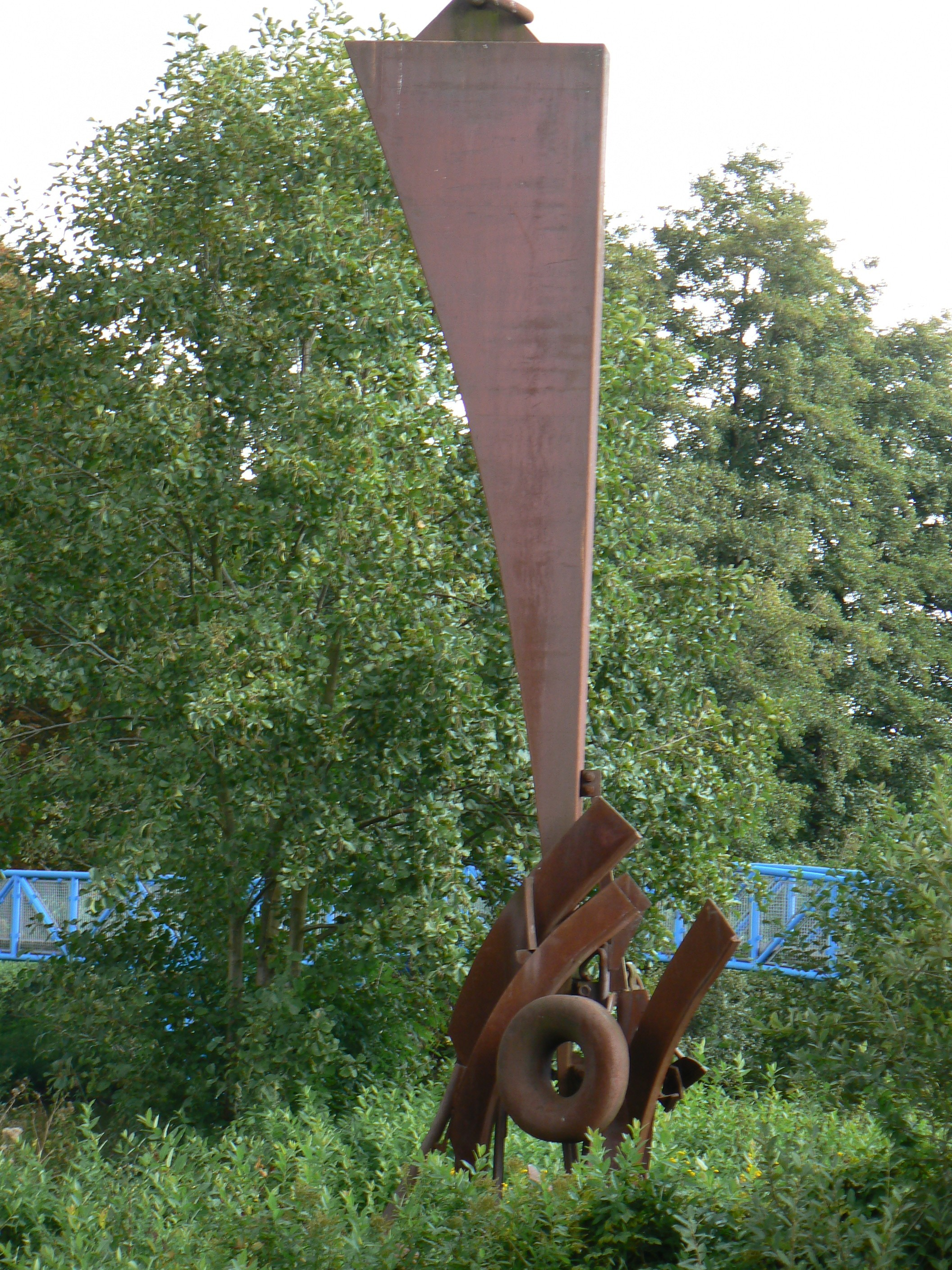
Nordhornstengel (1993) en Nordhorn (Alemania)
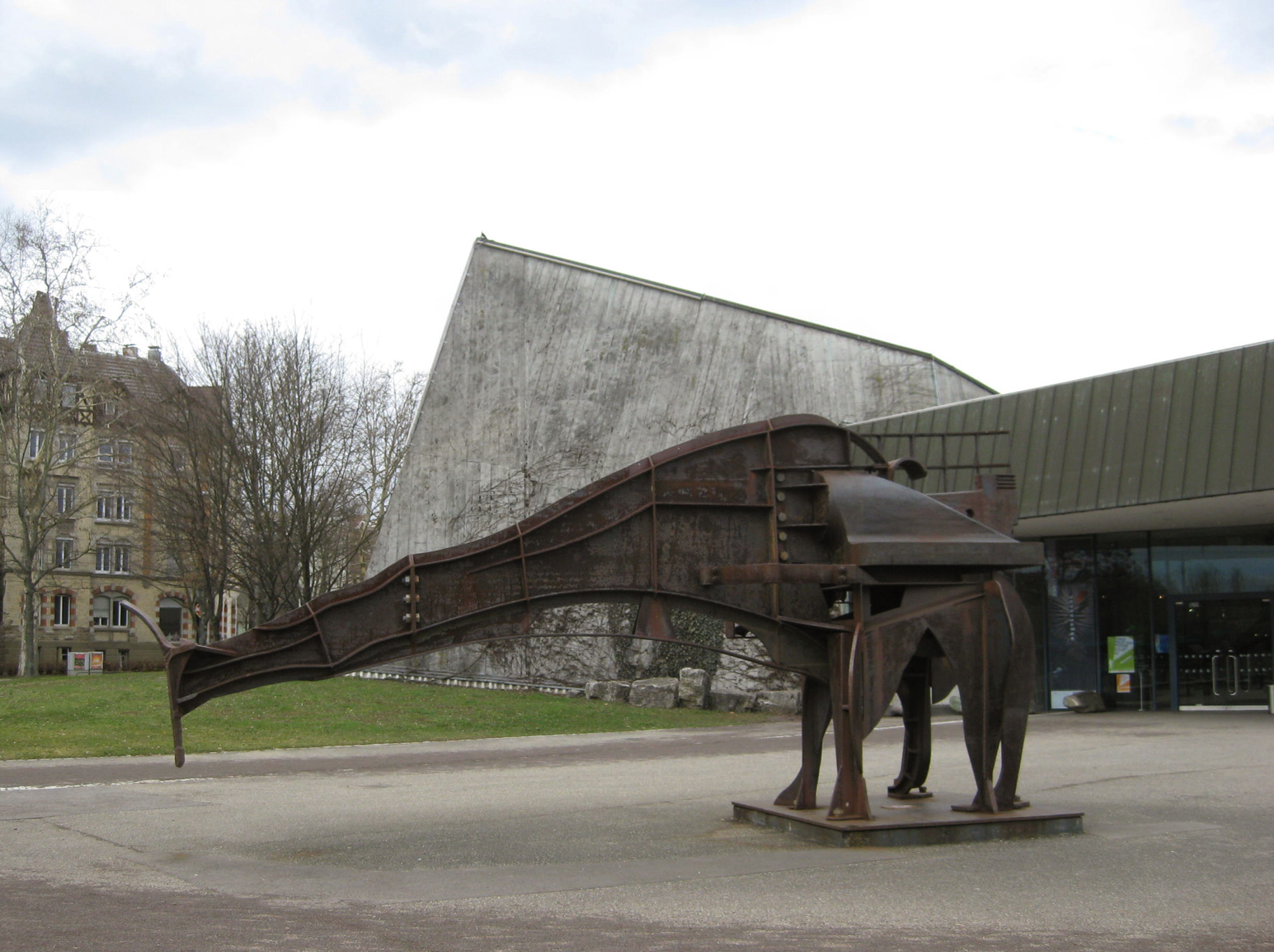
Saurier (1982-84), Museo de Historia Natural en Löwentor, Stuttgart